# John Sims
John Sims (Cantuária, 13 de outubro de 1749 — Dorking, Surrey, 26 de fevereiro de 1831) foi um médico e botânico britânico.